# Scaphobaeocera tenella
Espèce
Scaphobaeocera tenella est une espèce de coléoptères de la famille des Staphylinidae et de la sous-famille des Scaphidiinae.

## Répartition et habitat
Cette espèce est décrite de Thaïlande, mais également connue du Népal et d'Inde.